# Khassa Camara
Khassa Camara (ur. 22 października 1992 w Châtenay-Malabry) – mauretański piłkarz grający na pozycji defensywnego pomocnika. Od 2022 jest zawodnikiem klubu Hyderabad FC.

## Kariera klubowa
Swoją karierę piłkarską Camara rozpoczął w klubie Troyes AC. W 2010 roku zaczął grać w jego rezerwach, a w 2012 roku stał się również członkiem pierwszego zespołu. 16 marca 2013 zadebiutował w jego barwach w Ligue 1 w zremisowanym 1:1 wyjazdowym meczu z Montpellier HSC. W sezonie 2012/2013 spadł z Troyes do Ligue 2. W sezonie 2014/2015 wygrał z nim rozgrywki Ligue 2 i wywalczył awans do Ligue 1.
W styczniu 2015 Camara został wypożyczony do trzecioligowego US Boulogne. Swój debiut w nim zaliczył 24 stycznia 2015 w zwycięskim 4:1 domowym meczu z CA Bastia. W Boulogne spędził pół roku.
We wrześniu 2015 Camara przeszedł do greckiego drugoligowca, PAE Ergotelis. W Ergotelisie swój debiut zanotował 4 października 2015 w wygranym 2:1 wyjazdowym spotkaniu z Acharnaikosem. W Ergotelisie spędził rundę jesienną sezonu 2015/2016.
W styczniu 2016 Camara został piłkarzem pierwszoligowej Skody Ksanti. Swój debiut w nim zaliczył 3 kwietnia 2016 w przegranym 1:3 wyjazdowym meczu z FC Platanias. W zespole Ksanti występował do końca sezonu 2019/2020.
We wrześniu 2020 Camara został zawodnikiem indyjskiego klubu NorthEast United FC. Zadebiutował w nim 21 listopada 2020 w wygranym 1:0 domowym spotkaniu z Mumbai City FC. Zawodnikiem NorthEast United był do końca 2021 roku.
W styczniu 2022 Camara przeszedł do Hyderabad FC. Swój debiut w nim zanotował 19 lutego 2022 w zwycięskim 3:2 domowym meczu z FC Goa.
| Sezon   | Klub                | Kraj    | Rozgrywki            | Mecze | Gole |
| ------- | ------------------- | ------- | -------------------- | ----- | ---- |
| 2010/11 | Troyes AC B         | Francja | CFA 2                | 3     | 0    |
| 2011/12 | Troyes AC B         | Francja | CFA 2                | 4     | 0    |
| 2012/13 | Troyes AC           | Francja | Ligue 1              | 2     | 0    |
| 2012/13 | Troyes AC B         | Francja | CFA 2                | 19    | 1    |
| 2013/14 | Troyes AC           | Francja | Ligue 2              | 7     | 0    |
| 2013/14 | Troyes AC B         | Francja | CFA 2                | 13    | 4    |
| 2014/15 | Troyes AC           | Francja | Ligue 2              | 2     | 0    |
| 2014/15 | Troyes AC B         | Francja | CFA 2                | 10    | 2    |
| 2014/15 | US Boulogne         | Francja | Championnat National | 9     | 0    |
| 2015/16 | RC Lens             | Francja | Ligue 2              | 19    | 0    |
| 2015/16 | PAE Ergotelis       | Grecja  | Superleague Ellada 2 | 7     | 0    |
| 2015/16 | Skoda Ksanti        | Grecja  | Superleague Ellada   | 3     | 0    |
| 2016/17 | AO Ksanti           | Grecja  | Superleague Ellada   | 21    | 0    |
| 2017/18 | AO Ksanti           | Grecja  | Superleague Ellada   | 16    | 0    |
| 2018/19 | AO Ksanti           | Grecja  | Superleague Ellada   | 25    | 0    |
| 2019/20 | AO Ksanti           | Grecja  | Superleague Ellada   | 14    | 0    |
| 2020/21 | NorthEast United FC | Indie   | Indian Super League  | 21    | 0    |
| 2021/22 | NorthEast United FC | Indie   | Indian Super League  | 7     | 1    |

## Kariera reprezentacyjna
W reprezentacji Mauretanii Camara zadebiutował 8 września 2018 w wygranym 2:0 meczu kwalifikacji do Pucharu Narodów Afryki 2019 z Burkiną Faso, rozegranym w Nawakszucie. W 2019 roku był w kadrze na Puchar Narodów Afryki 2019. Zagrał na tym turnieju w dwóch meczach grupowych: z Mali (1:4) i z Angolą (0:0).
W 2022 roku Camara został powołany do kadry na Puchar Narodów Afryki 2021. Na tym turnieju nie rozegrał żadnego meczu.